# Desire (Bob-Dylan-Album)
Desire ist das 17. Studioalbum des US-amerikanischen Musikers Bob Dylan. Es erschien am 5. Januar 1976 auf dem Plattenlabel Columbia Records und wurde von Don DeVito produziert. Desire, das während der Rolling Thunder Revue veröffentlicht wurde, zählt zu Dylans besten Alben und ist seine meistverkaufte Platte, die seinen Status als Star der amerikanischen Rockmusik festigte.

## Entstehung
Unter dem unmittelbaren Eindruck der Trennung von seiner Ehefrau Sara zeigte sich Dylan kaum in der Öffentlichkeit und er stand im ersten Halbjahr 1975 nur einmal auf der Bühne. Um sich Inspirationen für neue Songs zu holen, besuchte Dylan in Mai/Juni 1975 für sechs Wochen den Maler David Oppenheim in Südfrankreich und las dort die Autobiographie des ehemaligen afroamerikanischen Boxers Rubin Carter, der Opfer eines Justizskandals geworden war. Schon bald nach seiner Rückkehr in die Vereinigten Staaten besuchte Dylan ihn im Gefängnis und begann sich in dieser Angelegenheit zu engagieren. Kurze Zeit später lernte Dylan den Bühnendramatiker und Theaterdirektor Jacques Levy kennen. Er legte Levy einige Textentwürfe vor und gemeinsam erarbeiteten sie den Großteil der Songtexte für ein neues Album. Dabei führten sie Dylans Ansätze der zeitlichen Mehrdimensionalität fort und verbanden diese mit einem fast dramatisch-szenischen Handlungsaufbau. Das Ergebnis waren Texte, die, wie schon die Arbeiten auf dem Vorgängeralbum Blood on the Tracks, in ihrer Art einmalig in Dylans Schaffen wie auch in der Rockmusik insgesamt sind.
Mitte Juli 1975 fanden erste Probeaufnahmen in den New Yorker Columbia Recording Studios statt und ab Ende des Monats wurden an nur drei Aufnahmetagen (28., 30.  und 31. Juli) die Songs für Desire eingespielt. Um seine Soundideen zu verwirklichen, arbeitete Dylan mit der größten Band, die er je engagiert hatte. Er suchte neue Ausdrucksmöglichkeiten, experimentierte musikalisch und ging damit entsprechende Risiken ein. Doch er befand sich nach 1965/66 auf einem zweiten Höhepunkt seiner Kreativität und künstlerischen Potenz und es gelang ihm ein Album, das vor allem musikalisch komplex und vielseitig ist wie keine zweite Dylan-Platte. Er selbst erinnerte sich später, dass er in den Sessions wie in Trance gearbeitet hat.

## Inhalte und Hintergründe
In Hurricane, dem Eröffnungssong des Albums, besingt Dylan die Geschichte des seiner Meinung nach zu Unrecht inhaftierten schwarzen Boxers Rubin Carter. Dieser wurde beschuldigt, 1966 einen dreifachen Mord begangen zu haben, und er entging in einem Indizienprozess nur knapp der Todesstrafe. Carter erhielt lebenslänglich. Sein in der Haft geschriebenes Buch The 16th round schickte er 1975 Dylan, der dies zum Anlass nahm, ihn im Gefängnis zu besuchen, worauf dieser Song entstand. Mit seiner Rolling Thunder Revue und dem Abschlusskonzert im New Yorker Madison Square Garden machte Dylan Millionen Amerikanern diesen Justizfall überhaupt erst bekannt. Zusammen mit Muhammad Ali sprach Dylan während des letzten Revuekonzerts in einem Live-Telefonat mit dem inhaftierten Boxer. Rubin Carter wurde allerdings erst 1985 nach einer Wiederaufnahme des Verfahrens freigelassen. Er ist in dem gleichnamigen Film Hurricane, gespielt von Denzel Washington, verewigt.
Das Lied Black Diamond Bay, das von Zerstörung einer tropischen Insel durch einen Vulkanausbruch erzählt, ist inspiriert von den Orten in Joseph Conrads Roman Sieg aus dem Jahr 1915. Conrad ist auch auf der Rückseite des Albumcovers abgebildet. Mit Oh, Sister (einer mystischen Auseinandersetzung mit sich, dem Tod und Gott) und Joey (besungen wird Joe Gallo, ein Amerikaner italienischer Herkunft, der im Bandenmilieu der New Yorker Mafia wirkte und ums Leben kam) sowie Sara und One More Cup of Coffee (Valley Below) gelang es Dylan, weitere erfolgreiche Songs zu produzieren, die zusammen mit dafür sorgten, dass das Album fünf Wochen lang die US-Chartlisten anführte. Die Mehrzahl der Titel schrieb Dylan gemeinsam mit dem Songschreiber und Psychologen Jacques Levy, der auch an der Rolling Thunder Revue mitarbeitete. Insgesamt werden in diesem Album mystisch-religiöse Themen behandelt sowie politische Einzelschicksale besungen. Der Mischung aus all diesen Komponenten verdankt es das Album, dass es zu den besten gezählt wird, die Dylan produziert hat.
Schon vor der Veröffentlichung der Platte spielte Dylan im Herbst 1975 viele der Stücke live auf der Rolling Thunder Revue Tour.

## Titelliste
Seite 1
1. Hurricane (Levy/Dylan) – 8:32
2. Isis (Levy/Dylan) – 6:58
3. Mozambique (Levy/Dylan) – 3:00
4. One More Cup of Coffee (Valley Below) (Dylan) – 3:45
5. Oh, Sister (Levy/Dylan) – 4:02

Seite 2
1. Joey (Levy/Dylan) – 11:05
2. Romance in Durango (Levy/Dylan) – 5:41
3. Black Diamond Bay (Levy/Dylan) – 7:32
4. Sara (Dylan) – 5:30

## Rezeption
Bei einer Umfrage der Musikzeitschrift Rolling Stone aus dem Jahr 2005 wurde das Album auf Platz 173 der 500 besten Alben aller Zeiten gewählt.

## Kommerzieller Erfolg

### Chartplatzierungen
| ChartsChartplatzierungen       | Höchstplatzierung | Wochen/ Monate |
| ------------------------------ | ----------------- | -------------- |
| Deutschland (GfK)              | 11 (2,5 Mt.)      | 2,5 Mt.        |
| Österreich (Ö3)                | 3 (3 Mt.)         | 3 Mt.          |
| Vereinigte Staaten (Billboard) | 1 (35 Wo.)        | 35 Wo.         |
| Vereinigtes Königreich (OCC)   | 3 (36 Wo.)        | 36 Wo.         |

| ChartsJahrescharts (1976) | Platzierung |
| ------------------------- | ----------- |
| Deutschland (GfK)         | 18          |

### Auszeichnungen für Musikverkäufe
| Land/Region                  | Auszeichnungen für Musikverkäufe (Land/Region, Auszeichnung, Verkäufe) | Verkäufe  |
| ---------------------------- | ---------------------------------------------------------------------- | --------- |
| Deutschland (BVMI)           | Gold                                                                   | 250.000   |
| Frankreich (SNEP)            | 2× Gold                                                                | 200.000   |
| Kanada (MC)                  | Platin (1976) · + Gold (1978)                                          | 150.000   |
| Neuseeland (RMNZ)            | Platin                                                                 | 20.000    |
| Niederlande (NVPI)           | Platin                                                                 | 100.000   |
| Vereinigte Staaten (RIAA)    | 2× Platin                                                              | 2.000.000 |
| Vereinigtes Königreich (BPI) | Gold                                                                   | 100.000   |
| Insgesamt                    | 5× Gold · 5× Platin ·                                                  | 2.820.000 |

Hauptartikel: Bob Dylan/Auszeichnungen für Musikverkäufe